# V.S. Achuthanandan
Velikkakathu Sankaran Achuthanandan (ur. 20 października 1923 w Punnapra, zm. 21 lipca 2025 w Thiruvananthapuram) – indyjski polityk. Pochodził ze społeczności Ezhavów. Związkowiec, działalność polityczną rozpoczął w Indyjskim Kongresie Narodowym, w 1940 wstąpił do Komunistycznej Partii Indii. Od 1957 członek komitetu stanowego KPI. W 1964 jeden ze współzałożycieli Komunistycznej Partii Indii (Marksistowskiej), wieloletni członek jej Biura Politycznego (do 2009) oraz Komitetu Centralnego (do 2015). Sekretarz stanowych struktur KPI (M) w Kerali (1980–1992), członek sekretariatu stanowego partii (do 2015). Przewodniczący stanowej koalicji partii lewicowych (LDF, 1996–2000). Poseł do Zgromadzenia Ustawodawczego Kerali różnych kadencji, w okresie od 1967 do 2020. Lider opozycji w stanowym parlamencie (1992–1996, 2001–2006, 2011–2016), od 2006 do 2011 premier Kerali. Przewodniczący Komisji ds. Reform Administracyjnych przy keralskim rządzie stanowym (2016–2021). Znany z ideologicznej ortodoksji oraz zdolności oratorskich. Cieszył się dużą popularnością, ceniony był za uczciwość, skromność i prostotę. Należał do lewego skrzydła KPI (M), przez wiele lat skonfliktowany był ze swoim dawnym protegowanym Pinarayi Vijayanem. Uwieczniony w indyjskiej kulturze, inspirowane nim postacie pojawiają się w filmach „Ayudham” (2008) i „August 15” (2011). W 2021 na jego cześć nazwano nowo odkryty gatunek niecierpka, Impatiens achudanandanii.

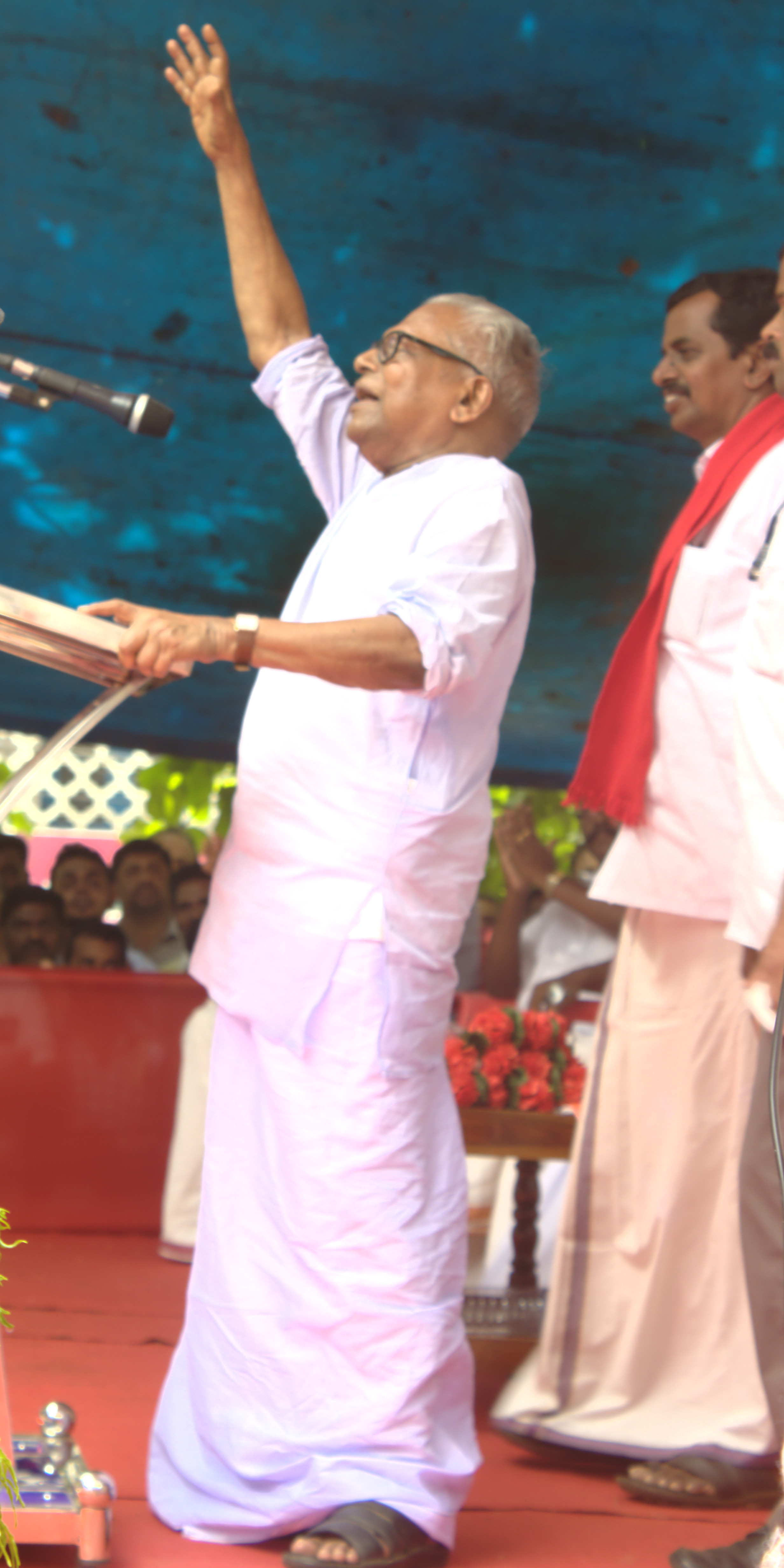
V.S. Achuthanandan podczas kampanii wyborczej z 2016

## Życiorys

### Pochodzenie i kontekst społeczny
V.S. Achuthanandan urodził się w Punnapra w dystrykcie Alappuzha, w rodzinie należącej do społeczności Ezhavów. Ezhavowie stanowią około 23 procent populacji Kerali. Nie mieszczą się w tradycyjnym porządku warnowym, obowiązująca od 1950 indyjska konstytucja sytuuje ich w obrębie tak zwanych Other Backward Classes (OBC). Pochodzenie przyszłego polityka pozostaje nie bez znaczenia dla jego późniejszej kariery. Już jako dziecko doświadczał bowiem dyskryminacji na tle kastowym. Przybierała ona zresztą nierzadko dosyć skrajne formy. Chłopiec zmuszony był bowiem przynosić do szkoły przedmioty, które pozwoliłyby mu skutecznie odpierać fizyczną napaść. Wykorzystywał je tak do samoobrony jak i do obrony kolegów tak jak on wywodzących się ze społeczności historycznie marginalizowanych.

### Młodość i wczesna kariera polityczna
Achuthanandan został wcześnie osierocony przez rodziców. Matkę stracił jako czterolatek, ojca natomiast jako jedenastolatek. Edukację zakończył wcześnie, bo już na siódmej klasie. Pracował następnie kolejno w warsztacie krawieckim należącym do swojego starszego brata oraz w zakładzie przetwarzającym włókno kokosowe. Bardzo wcześnie zaangażował się w działalność związkową (1938). Odegrał istotną rolę w utworzeniu Travancore Karshaka Thozhilali Union, związku zawodowego zrzeszającego robotników rolnych. Był on poprzednikiem Kerala State Karshaka Thozhilali Union. W 1939 wstąpił do Indyjskiego Kongresu Narodowego w Trawankorze. Wreszcie w 1940 trafił do Komunistycznej Partii Indii (KPI) . W 1944 P. Krishna Pillai skierował go do działalności organizacyjnej pośród robotników rolnych w Kuttanadzie. W 1943 jako delegat uczestniczył w kongresie KPI.
Brał udział w aktywności ruchu niepodległościowego. Czynnie włączył się także w budowę keralskiego ruchu rewolucyjnego. Część źródeł podaje, iż brał udział w zbrojnym powstaniu przeciwko premierowi Trawankoru z 1946, niemniej jego właściwa rola w tym wydarzeniu pozostaje przedmiotem kontrowersji. Także w 1946 aresztowany, w czasie pobytu w więzieniu był poddawany torturom. Po wyjściu na wolność kontynuował działalność polityczną w warunkach konspiracyjnych, w związku z tym, iż ówczesny indyjski rząd federalny uznawał KPI za organizację nielegalną. W latach 50. został ponownie aresztowany.
Stopniowo awansował w keralskich strukturach KPI. W 1952 został partyjnym sekretarzem w Alappuzhy. W 1954 został włączony z kolei do stanowego komitetu swej w zasadzie macierzystej formacji. W 1957 wszedł w skład stanowego sekretariatu wciąż jeszcze niepodzielonej partii, pełnił funkcję sekretarza jej struktur w dystrykcie Kollam (od 1956). W 1959 został członkiem partyjnej Rady Krajowej.
Wcześnie powierzono mu odpowiedzialność za kampanie wyborcze w regionie, poczynając od pierwszych wyborów stanowych w niedawno wyodrębnionej jako osobny stan Kerali (1957). Jego zmysł polityczny przejawiał się również w niekonwencjonalnych metodach pozyskiwania głosów. Podczas kampanii przed wyborami uzupełniającymi w okręgu Devikulam z 1958 zdołał zapewnić zwycięstwo partyjnej kandydatce przy pomocy M.G. Ramachandrana (MGR), popularnego tamilskiego aktora o keralskich korzeniach. W regionie tym mieszkała znaczna mniejszość tamilska. Był to wszakże jedyny przypadek w karierze MGR, w którym ten zaangażował się w keralską kampanię wyborczą.
Podczas wojny indyjsko-chińskiej z 1962 zorganizował akcję oddawania krwi na rzecz armii indyjskiej, występując tym samym przeciwko oficjalnej polityce partii. Za zajęcie proindyjskiego stanowiska wszczęto wobec niego akcję dyscyplinarną.

### W Komunistycznej Partii Indii (Marksistowskiej). Kariera parlamentarna i rządowa
Podczas rozłamu z 1964 Achuthanandan wystąpił z KPI. Oskarżał partię o odchylenie prawicowe. Krytykował też, wraz z innymi, podobnie myślącymi towarzyszami prozachodnią politykę jej ówczesnego przewodniczącego Shripada Amrita Dange. Znalazł się wśród założycieli Komunistycznej Partii Indii (Marksistowskiej) (KPI (M)). Był jednym z liderów walki o implementację ustawy o reformie rolnej, przyjętej z inicjatywy kierowanego przez komunistów rządu stanowego w 1967. Podobnie jak wielu innych działaczy komunistycznych aresztowany podczas stanu wyjątkowego (1975–1977). Do momentu objęcia funkcji premiera stanowego w 2006 pozostawał poza gabinetem, do pewnego stopnia ustępując starszym towarzyszom partyjnym takim jak E.K. Nayanar czy wspomniana niżej K.R. Gowri Amma. Zachowywał jednak przy tym rozległe wpływy w strukturach partyjnych.
Na przełomie lat 80. i 90. zainicjował tak zwaną vetti niruthal, kampanię eliminacji przeciwników politycznych, w ramach której z partii zostali wyrzuceni chociażby M.V. Raghavan czy ówczesny przewodniczący stanowej koalicji partii lewicowych (LDF) P.V. Kunhikannan. W 1987 stał za zablokowaniem kandydatury K.R. Gowri Ammy na stanowisko stanowego premiera. W 1996 w wyniku walk fakcyjnych odmówiono mu stanowiska stanowego premiera. Jego wpływy w strukturach partyjnych pozwoliły mu niemniej na zablokowanie kandydatury Suseeli Gopalan, cieszącej się wsparciem wrogiego Achuthanandowi środowiska skupionego wokół Centre of Indian Trade Unions (CITU). Odegrał kluczową rolę w kampanii planowania ludowego, zainicjowanej przez rząd E.K. Nayanara w 1996. Przedsięwzięcie to, zasadniczo radykalny eksperyment z zakresu decentralizacji i partycypacji społecznej, uznawane jest za pierwszą tego typu inicjatywę w historii Indii.
Do Zgromadzenia Ustawodawczego Kerali kandydował początkowo bez powodzenia w 1965. Wybrany został po raz pierwszy w 1967, mandat odnawiał w 1970, 1991, 2001, 2006, 2011 oraz 2016. Trzykrotnie (1992–1996, 2001–2006, 2011–2016) pełnił funkcję lidera opozycji w keralskiej legislatywie. 18 maja 2006 został premierem Kerali, urzędowanie zakończył 14 maja 2011. Jako szef rządu stanowego podjął działania na rzecz zlikwidowania funkcjonującej w Kerali mafii hazardowej oraz ograniczenia pirackiej dystrybucji filmów. Wspierał jednocześnie inicjatywy upowszechniające wolne oprogramowanie. Za jego rządów utworzono International Centre for Free and Open Source Software (ICFOSS). Starał się usprawnić i unowocześnić keralską infrastrukturę, za jego rządów rozpoczęto budowę międzynarodowego portu lotniczego w Kannur, zatwierdzono również projekt budowy metra w Koczinie. Przyjęto również ustawę skierowaną przeciwko niekontrolowanemu przekształcaniu pól ryżowych w grunta zasiewane pod inne uprawy (2008). Kontynuował tradycyjnie wiązaną z keralską lewicą prospołeczną politykę, wdrażając szereg programów pomocowych skierowanych do osób najuboższych. W 2009 wprowadził też parytet dla kobiet zasiadających w keralskim samorządzie na poziomie 50 procent. Jego kadencja była przy tym naznaczona silną rywalizacją wewnątrzpartyjną, w tym konfliktem między premierem a ówczesnym sekretarzem keralskich struktur KPI (M) Pinarayi Vijayanem. Konflikt ten ograniczał zresztą bardzo poważnie jego możliwości jako szefa rządu, czyniąc go w zasadzie głosem opozycyjnym wobec własnego środowiska politycznego. Pozbawiono go chociażby resortu spraw wewnętrznych, obsadzając to kluczowe ministerstwo znacznie młodszym funkcjonariuszem partyjnym, znanym ze ścisłych związków ze wspomnianym już Pinarayi Vijayanem.
Powierzano mu liczne funkcje w aparacie partyjnym. Od 1980 do 1992 kierował stanowym komitetem KPI (M). Przewodniczył stanowej koalicji partii lewicowych (LDF, 1996–2000). Wchodził w skład Komitetu Centralnego (od 1964 do 2015) oraz sekretariatu stanowego komitetu partii (do 2015), był także (1985-2009) członkiem Biura Politycznego KPI (M). Kierował związanymi z organizacją tytułami prasowymi, odpowiednio dziennikiem „Deshabhimani” (1996-2005) i tygodnikiem „Chintha”.

### Przewodniczący Komisji ds. Reform Administracyjnych oraz emerytura polityczna
Pozostawał politycznie aktywny aż do późnej starości. Z zaniepokojeniem obserwował stopniowe przesuwanie się środowiska, z którego wyrósł, na pozycje bardziej centrowe. Uważał, że KPI (M) odchodzi od swych rewolucyjnych korzeni. Wielokrotnie rozważał odejście z partii oraz utworzenie nowej, bardziej radykalnej formacji politycznej. Ostatecznie od podjęcia tego kroku powstrzymały Achuthanandana kwestie zdrowotne oraz lojalność wobec towarzyszy partyjnych. Pomimo zaawansowanego wieku był jednym z głównych architektów zwycięstwa macierzystej partii w wyborach w 2016. Został jednakże odsunięty od ponownego kierowania rządem. Niemniej jednak Sitaram Yechury, sekretarz generalny KPI (M), publicznie nazwał go keralskim Fidelem Castro, podkreślając w ten sposób jego zasługi oraz wkład w budowę partii. 3 sierpnia tego roku stanął na czele Komisji ds. Reform Administracyjnych, ostatecznie stając się najdłużej urzędującym przewodniczącym w historii tego gremium. Ze stanowiska ustąpił pod koniec stycznia 2021, motywując swą decyzję względami zdrowotnymi. Również z przyczyn zdrowotnych nie zaangażował się w kampanię podczas wyborów w 2021. Nie znalazł się jednocześnie na liście kandydatów do stanowego parlamentu. W styczniu 2022 zdiagnozowano u niego COVID-19, został przyjęty do prywatnego szpitala w stanowej stolicy. Placówkę opuścił po kilku dniach. Z uwagi na zaawansowany wiek i problemy zdrowotne pozostawał nieaktywny w życiu publicznym. W październiku 2022 uwagę mediów keralskich przykuła jego emocjonalna reakcja na informację o śmierci Kodiyeri Balakrishnana, sekretarza stanowych struktur partii. 23 czerwca 2025 doznał zawału, w związku z czym został przyjęty do prywatnego szpitala w stanowej stolicy.

### Śmierć i pochówek
Zmarł 21 lipca 2025 w Thiruvananthapuram, po blisko miesięcznej hospitalizacji. Jego ciało przeniesiono najpierw do AKG Centre, siedziby najwyższych władz partyjnych w Kerali, potem zaś do Thampuranmukku, należącego do
polityka domostwa na obrzeżach stanowej stolicy. Kolejnego dnia wystawiono je na widok publiczny w sekretariacie rządu keralskiego. Sformowana następnie procesja pogrzebowa miała odprowadzić jego szczątki do Alappuzhy. Wzdłuż liczącej 150 kilometrów trasy jej przejazdu zgromadziły się wielosettysięczne tłumy, pragnące oddać hołd zmarłemu przywódcy. Była jednym z największych wydarzeń tego typu w historii Kerali.
Po tym jak 23 lipca 2025 kondukt pogrzebowy dotarł do Alappuzhy ciało złożono w domu rodzinnym Achuthanandana. Byli przy tym obecni przedstawiciele najwyższych władz partyjnych, w tym sekretarz generalny Komunistycznej Partii Indii (Marksistowskiej) M.A. Baby oraz szef struktur KPI (M) w Kerali M.V. Govindan. Następnie szczątki komunistycznego przywódcy zostały ponownie na krótko wystawione na widok publiczny w siedzibie lokalnych władz partyjnych. Później przeniesiono je na miejską plażę, tak by umożliwić dostęp do uroczystości szerszej grupie żałobników i jednocześnie łatwiej zarządzać tłumem.
Ostatecznie późnym wieczorem 23 lipca 2025 zwłoki zostały poddane kremacji. Na uroczystościach pogrzebowych nie pojawił się żaden z przywódców partii opozycyjnych do rządzącej na poziomie federalnym skrajnie prawicowej Indyjskiej Partii Ludowej (BJP). Stos pogrzebowy zapalił syn zmarłego, V.A. Arunkumar. Ceremonia odbyła się w miejscu zarówno właściwego pogrzebu jak i spoczynku Achutanandana, mianowicie w Punnapra-Vayalar Memorial w Valiya Chudukad. Spoczywają w nim działacze zjednoczonej Komunistycznej Partii Indii polegli we wspomnianym wyżej zbrojnym powstaniu przeciwko premierowi Trawankoru z 1946. Zryw ten stanowi jeden z kamieni węgielnych keralskiego czynu rewolucyjnego, porównuje się go zresztą do rewolucji październikowej. Na przestrzeni dekad zostali w tym mauzoleum pogrzebani rozmaici politycy keralskiej lewicy, na przykład P. Krishna Pillai, T.V. Thomas i K.R. Gouri Amma. Pochówek V.S. Achutanandana w tym właśnie miejscu pamięci jest aktem o wielkim znaczeniu symbolicznym. Ugruntowuje bowiem jego miejsce w pamięci zbiorowej, jako jednej z najważniejszych postaci w historii keralskiego ruchu rewolucyjnego oraz jednego z twórców współczesnej, egalitarnej Kerali.

## Wizerunek publiczny i popularność
Ceniony za uczciwość, skromność i prostotę. Jego wizerunek publiczny przeszedł na przestrzeni dekad wyraźną ewolucję. Początkowo był postrzegany jako typowy funkcjonariusz wyższego aparatu partyjnego. Z uwagi na jego ideologiczną ortodoksję porównywano go zresztą niekiedy do Józefa Stalina. Znany był z bezwzględności, skłonności do walk fakcyjnych oraz szorstkiego, czasem nawet odpychającego sposobu bycia. Nie cieszył się szczególną sympatią, tak w partii jak i poza nią. Z czasem, nieco paradoksalnie, zaczął zyskiwać znaczną popularność. Transformację tę umiejscawiano głównie między 2001 a 2006, podczas drugiej kadencji Achuthanandana na stanowisku lidera opozycji. Wśród czynników, które się do niej przyczyniły, wymienia się walkę polityka o prawa kobiet, wspieranie posunięć zmierzających do ochrony środowiska, działania na rzecz wykorzenienia korupcji czy stawanie po stronie tradycyjnie dyskryminowanych grup społecznych.
Uznawany był za charyzmatycznego lidera o ogromnych umiejętnościach oratorskich. Należał do lewego skrzydła KPI (M). Wyrażał się krytycznie na temat Michaiła Gorbaczowa oraz podjętych przezeń reform. Związek Radziecki do czasu objęcia przez niego władzy uznawał za ogromny ocean transformacji społecznej stanowiący inspirację dla radykalnych ruchów politycznych na całym świecie, w tym w samych Indiach. Przez wiele lat pozostawał w otwartym konflikcie ze swoim dawnym protegowanym, premierem Pinarayi Vijayanem. Ich rywalizacja była zestawiana z innym fenomenem współczesnej kultury popularnej Kerali, mianowicie antagonizmem między Mohanlalem a Mammoottym, najpopularniejszymi aktorami dzisiejszego kina w języku malajalam.

## Achuthanandan w indyjskiej kulturze
Achuthanandan uznawany jest za jedną z najistotniejszych postaci w politycznej historii Kerali. Jego trwająca wiele dekad działalność publiczna znalazła odzwierciedlenie w indyjskiej kulturze, w tym w regionalnej, keralskiej kinematografii. W filmie „Ayudham” (2008) w rolę premiera, którego postać przypomina Achutanandana, wcielił się Thilakan. W obrazie „August 15” (2011) w podobnej roli obsadzono Nedumudi Venu. Sam polityk natomiast gościnnie wystąpił w filmie „Campus Diary” z 2016, grając samego siebie. Poświęcono mu piosenkę „Kayyoorulloru (Samara Sakhavinu)” z 2016, skomponowaną przez Bijibala, ze słowami autorstwa Vayalara Saratha Chandry Varmy. Jego charakterystyczny sposób wypowiedzi, naznaczony sarkazmem i zręcznie wykorzystujący modulację głosu dla wzmocnienia efektu wszedł do keralskiego folkloru. Naśladuje się go chętnie w programach rozrywkowych, filmach, czy nawet podczas uroczystości szkolnych. Z kolei jego specyficzny,  nieco teatralny sposób bycia sprawił że wcześnie stał się obiektem zainteresowania keralskich karykaturzystów. Na przestrzeni dekad poświęcili mu oni wiele ze swoich prac, zwykle za zachętą i przy współpracy samego portretowanego.
W 2021 na jego cześć nazwano nowo odkryty gatunek niecierpka. Roślinę Impatiens achudanandanii odnaleziono w lesie Kallar położonym w dystrykcie Thiruvananthapuram. Decyzja ta wywołała pewne kontrowersje w keralskim środowisku naukowym. Zoolog Oommen V. Oommen, były przewodniczący Kerala State Biodiversity Board (KSBB), stwierdził, że wybór nazw motywowanych politycznie może w ostatecznym rozrachunku prowadzić do polaryzacji wśród badaczy.

## Osobowość i upodobania
Był ateistą i racjonalistą. Wczesną utratę wiary przypisywał traumatycznym doświadczeniom z dzieciństwa. W młodości zmagał się z uzależnieniem od nikotyny, w 1959 porzucił nałóg. Według niektórych źródeł zaprzestał też wówczas picia kawy i herbaty. Znany był z zamiłowania do żywności ekologicznej oraz jogi. Szeroko opisywany przez media regularny tryb życia Achuthanandana poza jogą obejmował codzienne kąpiele słoneczne oraz trzydziestominutową poranną przechadzkę. Polityk rozpoczynał dzień o godzinie 4.00 lub 4.30, na spoczynek udawał się o 21.00. W godzinach wieczornych odbywał kolejną, również trzydziestominutową przechadzkę. Jadł niewiele. Jego dieta opierała się na tradycyjnej kuchni południowoindyjskiej, była bogata w warzywa oraz stosunkowo prosta.

## Życie prywatne
Początkowo Achuthanandan z pewną niechęcią odnosił się do sugestii otoczenia, które zauważało, że powinien pomyśleć o założeniu rodziny. Sądził bowiem, iż praca partyjna może stanowić przeszkodę w udanym pożyciu małżeńskim. Z czasem niemniej, między innymi pod wpływem swojego starszego brata zmienił zdanie. Jego małżeństwo zostało zaaranżowane przez towarzyszy partyjnych. Wchodząc w rolę swatów mieli oni w pamięci postać R. Sugathana, zasłużonego działacza, który, nie założywszy rodziny, spędził swe ostatnie dni samotnie, pomieszkując w partyjnym biurze. Małżonką Achuthanandana została ostatecznie K. Vasumathy. Była to działaczka KPI (M) z Thuravoor, z zawodu pielęgniarka związana ze stanowym systemem opieki zdrowotnej. Ślub odbył się 17 lipca 1967. Para doczekała się dwójki dzieci, syna V.S. Arunkumara i córki V.S. Ashy.